# Gualtiero Laeng
Gualtiero (ou Walther) Laeng (Brescia, 10 mai 1888 – Brescia, 24 décembre 1968) est un alpiniste et un historien italien.

## Biographie
Gualtiero Laeng est connu pour avoir été le premier à signaler, en 1909, l'existence de l'ensemble des gravures d'art rupestre du Valcamonica.

## Ouvrages
- Guida alpina, Brescia, 1908 ;
- I segni della guerra sui Monti Camuni, Breno, 1923 ;
- Nuove ricerche sulle incisioni preistoriche rupestri della Conca di Cemmo in Valcamonica, Brescia, 1951 ;
- Nuove incisioni protostoriche in Valcamonica, Brescia, 1956.